# Guan Tong
 (décembre 2024).
Guan Tong (peintre) ou Kouan t'ong ou Kuan T'ung,  né à Changan (province du Shenxi). IXe – Xe siècles est un peintre chinois actif à la fin du IXe siècle et au début du Xe siècle, sous la dynastie des Liang postérieurs (907-923).
Le Xe siècle connaît en Chine le premier grand épanouissement du paysage qui « s'affirme alors dans toute sa plénitude, avec une majesté, un équilibre et une profondeur spirituelle restées inégalables » (P. Rychmans). Parmi les artistes éminents de cette époque, Jing Hao et son disciple Guan Tong, au nord du pays, opèrent la synthèse des expériences antérieures et jettent les fondements du paysage classique qui reste le canevas des peintres des Song du Nord.

## Biographie
Originaire de Changan, Guan Tong (actif à l'époque des Liang postérieurs, 907-923) a Jing Hao pour maître et rêve de le dépasser. De sa vie, on ne sait rien, si ce n'est son amour de la solitude. Il possède en montagne un ermitage et travaille avec passion, négligeant sommeil et nourriture. Il peint en style d'esquisse avec un pinceau grossier. « Dans ses peintures, il y a des montagnes altières et, en bas, de larges vallées. D'un seul trait, il rend l'effet de vertigineux précipices ».
Peintres du Nord au XIe siècle
Guan Tong est le seul disciple direct de Jing Hao et, d'après les critiques, il égale son maître. On ne sait rien de sa vie, si ce n'est qu'il vit dans un ermitage et oublie de boire et manger tant il aime son art. Il semble qu'avec l'âge, son style évolue dans un sens de plus en plus austère et décanté. Il se concentre exclusivement sur le paysage inspiré par la nature puissante et majestueuse qui l'entoure.
On dit qu'il abandonne l'exécution des personnages et des éléments accessoires de ses compositions à son collègue Hu Yi. Les œuvres qui lui sont attribuables sont trop incertaines pour se livrer à une analyse précise ; on sait toutefois qu'il excelle dans le coup de pinceau et qu'il utilise un pinceau rude pour brosser son paysage. Le théoricien Guo Ruoxu (vers 1070) lui attribue « une dureté cristalline des rochers ; une densité luxuriante dans la combinaison des arbres ; une élégance antique dans ses terrasses et ses pavillons et une paix sereine dans ses personnages » (trad. A. Soper).
On insiste aussi sur sa puissance de suggestion : « En contemplant ses peintures, on se sent transporté au pont de Ba (Shanxi) ou au Trois ravins où l'on entend crier les singes. On n'a plus envie de retrouver la poussière des marchés et la foule des cours ». Aujourd'hui, son importance se saisit peut-être mieux dans les œuvres pleines de maturité de ses grands successeurs tels que Fan Kuan.
Selon Guo Ruoxu, à la fin du dixième siècle, l'art de Jing Hao paraissait primitif et avait de loin été surpassé par ses disciples, tel Guan Tong. Guo place donc Guan Tong parmi les grands paysagistes de la période et ne signale Jing Hao que comme un prédécesseur des grands maîtres. Guan Tong, disciple de Jing, est caractéristique  de ceux qui, dans la Chine du début du Xe siècle, sont sollicités par le paysage et cherchent comment le décrire de façon crédible et convaincante.
Il parvient finalement à créer un style Guan typique, qui connait une grande popularité en Chine du Nord, témoignant de l'énorme attrait pour la nouvelle peinture de paysage. Plusieurs œuvres élégantes sont attribuées à Guan et préservent son style, mais elles ne sont pas signées, Monts d'automne au crépuscule semble être l'équivalent pictural d'un de ces célèbres poèmes décrivant de laborieux voyages, tel « Difficile est la route de Shu » (Shudao nan) de Li Bai. Un chemin escarpé, à peine visible, gravit les sombres escarpements, et le toit d'une pagode se profile au loin, derrière le fait des plus pics ; il y a donc là un sentier, mais son accès est malaisé et son but mystérieux. Le style accentue la rude surface rocheuse et resserre les formes avec densité, comme dans le Mont Kuanglu attribué à Jing Hao, et il est vraisemblable que ces deux paysages puissants et rocailleux représentent l'ancienne tradition septentrionale dans sa forme la plus actuellement plausible.
Son style est dépouillé et son souffle puissant. Aussi se croit-on, quand on contemple ses tableaux, transporté soudain sur le pont de Ba [Site du Shenxi] dans une tempête de neige, ou aux Trois Ravins [Gorge du fleuve] où l'on entend crier les singes. Peintre des sites rocheux à l'aspect fantastique, il est peu adroit dans le dessin des personnages qu'il fait ajouter par le peintre Hu Yi. Mi Fu dit avoir vu vingt peintures authentiques de Guan Tong et ne le louait pas sans réserves.
Avant lui cependant, Guo Ruoxu classait ce maître parmi les très grands peintres de paysage avec Li Cheng et Fan Kuan : « Si éminents par le talent qu'ils sont au-delà de toute classification, ces trois peintres, semblables au pied d'un tripode, établissent la norme pour cent générations ». Il n'est aujourd'hui aucune peinture de Guan qui puisse prétendre à une authenticité incontestable.

## Musées
- Pékin (Mus. du Palais) :
  - Les montagnes de l'Ouest au soleil couchant, peinture sur éventail, attribution.
- Taipei (Nat. Palace Mus.) :
  - En attendant le passeur, rouleau en hauteur.
  - Collines à l'automne.
  - Voyageurs dans un col de montagne, encre sur soie, rouleau en hauteur, inscription de Wang De, datée 1625, plusieurs sceaux impériaux, vraisemblablement copie du Xe siècle.